# Lenguas de Egipto
En Egipto se hablan varias lenguas, pero el árabe egipcio (en árabe: مصري‎, romanizado: Maṣrī, que significa literalmente egipcio) es, con mucho, el idioma más hablado en el país.

## Idioma oficial
El idioma oficial de Egipto es el árabe estándar moderno.
El Idioma copto es lengua litúrgica de Kemetismo-Kemetismo ortodoxo, Iglesia copta ortodoxa y Iglesia católica copta.

## Idiomas hablados
El árabe llegó a Egipto en el siglo VII y el árabe egipcio se ha convertido en la lengua hablada moderna de los egipcios, es comprendido por casi todos los egipcios y se basa en la gramática copta egipcia. En el sur de Egipto, el árabe saidi es el principal idioma hablado por la mayoría de los habitantes rurales. De las muchas variedades del árabe, el árabe egipcio es el primer dialecto más comprendido en Oriente Medio y África del Norte, probablemente debido a la influencia del cine egipcio en todo el mundo de habla árabe.
Una minoría beduina del Sinaí habla una variedad de árabe bedawi, principalmente en la península del Sinaí, en las tierras asiáticas de Egipto.

### Lingua franca
El árabe egipcio es la lengua más hablada y se escribe en alfabeto árabe, o en alfabeto de chat árabe, sobre todo en los nuevos servicios de comunicación.

### Lenguas nubias
En el valle del Alto Nilo, alrededor de Kom Ombo y Asuán, hay unos 300 000 hablantes de lenguas nubias, principalmente nobiin, pero también kenuzi-dongola.

### Otros idiomas
Aproximadamente 77000 hablantes de beya viven en el Desierto Oriental y a lo largo de la costa del mar Rojo.
Unos 234 000 (2004) Dom hablan el idioma domarí (una lengua indoaria relacionada con el romaní) y se concentran al norte de El Cairo y en Luxor.
Alrededor de 30000 bereberes egipcios que viven en el oasis de Siwa y sus alrededores hablan siwi bereber, que es una variedad de la lengua bereber oriental del norte de África. El siwi bereber es inteligible con los dialectos bereberes libios. En la antigüedad, la población del oeste de Egipto probablemente estaba formada por tribus de habla bereber.
Los inmigrantes y sus descendientes hablan principalmente griego, armenio, italiano o también, más recientemente, lenguas africanas como el amhárico y el tigriña.

## Idiomas extranjeros

### Inglés
Egipto fue ocupado por los británicos desde 1882 hasta 1952, lo que llevó a un uso generalizado del inglés en el país. La mayoría de la gente educada en Egipto estudia inglés en la escuela. Hoy en día, la mayoría de las señales de tráfico en Egipto están escritas tanto en árabe como en inglés. Además, muchas palabras en inglés han empezado a ser usadas por los egipcios durante la vida cotidiana. El inglés tiene una posición crucial en Egipto: los billetes y monedas están escritos en inglés y árabe. En Egipto existe también la BUE (British University in Egypt), la FUE (Future University in Egypt) y la AUC (American University in Cairo), donde se imparten clases en inglés.

### Francés
En 2009-2010, alrededor de seis millones de personas aprendían francés en Egipto y este número aumentó a 8 millones en 2013. A partir de 2014, la mayoría de los egipcios que utilizan el francés lo han estudiado como lengua extranjera en la escuela.
Las primeras escuelas de francés en Egipto se establecieron en 1836. A finales del siglo XIX se convirtió en la lengua extranjera dominante en Egipto y en la lingua franca de los extranjeros, especialmente en El Cairo.
Durante el período de la colonización británica de Egipto, el francés era en realidad el medio de comunicación entre extranjeros y entre extranjeros y egipcios; los tribunales civiles mixtos franco-egipcios funcionaban en francés y los avisos gubernamentales del sultán egipcio, la información de las paradas de taxis, los horarios de los trenes y otros documentos legales se publicaban en francés. A pesar de los esfuerzos del personal jurídico británico, el inglés nunca fue adoptado como lengua de los tribunales civiles egipcios durante el período de influencia británica.
Por razones sociales y políticas, el papel de los franceses en Egipto comenzó a decaer en la década de 1920.

## Lenguas históricas
Otras lenguas egipcias (también conocidas como copto-egipcias) son el antiguo egipcio y el copto y constituyen una rama separada de la familia de las lenguas afroasiáticas. La lengua egipcia es una de las primeras lenguas escritas y es conocida por las inscripciones jeroglíficas conservadas en monumentos y hojas de papiro. La lengua copta, el único descendiente existente del egipcio, es hoy la lengua litúrgica de la Iglesia ortodoxa copta.
El dialecto koiné de la lengua griega era importante en la Alejandría helenística y se utilizaba en la filosofía y la ciencia de esa cultura, y también fue estudiado por eruditos árabes posteriores.